# Ловренс Околі — Кріс Біллем-Сміт
Бій Ловренс Околі — Кріс Біллем-Сміт (англ. Lawrence Okolie vs Chris Billam-Smith), з назвою Кидок костей (англ. Roll of The Dice)  — професійний боксерський поєдинок між чемпіоном WBO у першій важкій вазі Ловренсом Околі і Крісом Біллем-Смітом Бій відбувся 27 травня 2023 року на Віталіті Стедіум у Борнмуті (Дорсет). Кріс Біллем-Сміт здобув перемогу рішенням більшості.

## Передумови
Промоутером Ловренса Околі протягом довгого проміжку часу була компанія Matchroom Boxing, очільником якої є Едді Гірн. Проте, коли вони не змогли організувати жодного поєдинку за 13 місяців, боксер припинив із ними співпрацю та підписав контракт із BOXXER. Через 2 місяці після приєднання до нової промоутерської компанії, 25 березня 2023 року, Околі захистив свій титул WBO у поєдинку проти Девіда Лайта у Манчестері.
4 квітня між представниками Околі та Біллема-Сміта було досягнуто домовленість про проведення боксерського поєдинку 27 травня у Борнмуті, де Біллем-Сміт проведе вже свій 3-й бій поспіль.

## Суддівські записки
| Суддя              | Боксер           | 1  | 2  | 3  | 4  | 5  | 6  | 7  | 8  | 9  | 10 | 11 | 12 | Загалом |
| ------------------ | ---------------- | -- | -- | -- | -- | -- | -- | -- | -- | -- | -- | -- | -- | ------- |
| Боб Вільямс        | Ловренс Околі    | 10 | 10 | 10 | 8  | 8  | 9  | 8  | 10 | 9  | 8  | 8  | 10 | 108     |
| Боб Вільямс        | Кріс Біллем-Сміт | 9  | 9  | 9  | 10 | 10 | 10 | 10 | 9  | 10 | 10 | 10 | 9  | 115     |
|                    |                  |    |    |    |    |    |    |    |    |    |    |    |    |         |
| Діана Дрюс Мілані  | Ловренс Околі    | 10 | 9  | 10 | 8  | 9  | 9  | 8  | 10 | 9  | 8  | 8  | 9  | 107     |
| Діана Дрюс Мілані  | Кріс Біллем-Сміт | 9  | 10 | 9  | 10 | 9  | 10 | 10 | 9  | 10 | 10 | 10 | 10 | 116     |
|                    |                  |    |    |    |    |    |    |    |    |    |    |    |    |         |
| Бенджамін Родрігес | Ловренс Околі    | 10 | 10 | 10 | 8  | 9  | 9  | 9  | 10 | 10 | 9  | 8  | 10 | 112     |
| Бенджамін Родрігес | Кріс Біллем-Сміт | 9  | 9  | 9  | 10 | 9  | 10 | 9  | 9  | 9  | 10 | 10 | 9  | 112     |
| Джерело:           |                  |    |    |    |    |    |    |    |    |    |    |    |    |         |